# Oryctes nasicornis
Oryctes nasicornis és una espècie de coleòpter polífag de la família dels escarabèids, subfamília Dynastinae, freqüent a Catalunya. El mascle té una banya al cap i per això rep el nom comú d'escarabat rinoceront, nom que comparteix almenys amb altres dues espècies del nostre país, també proveïdes d'una banya al front.

## Descripció

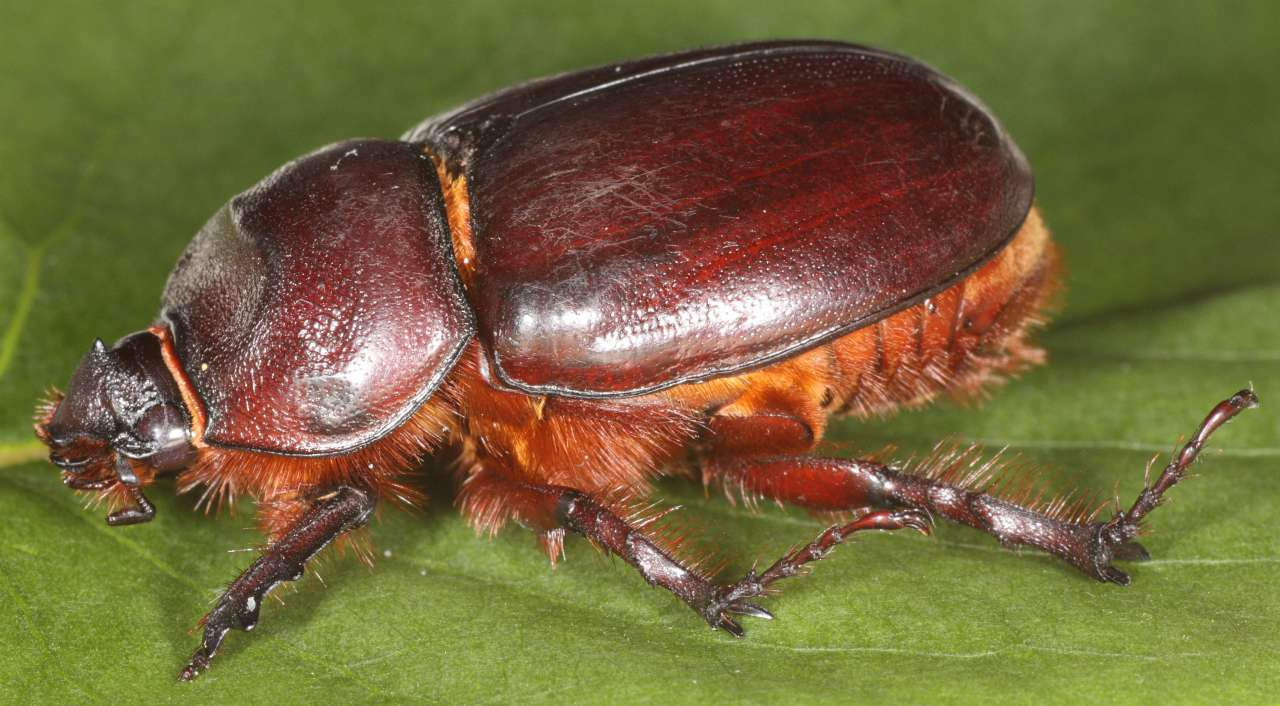
Femella, amb la banya molt petita.

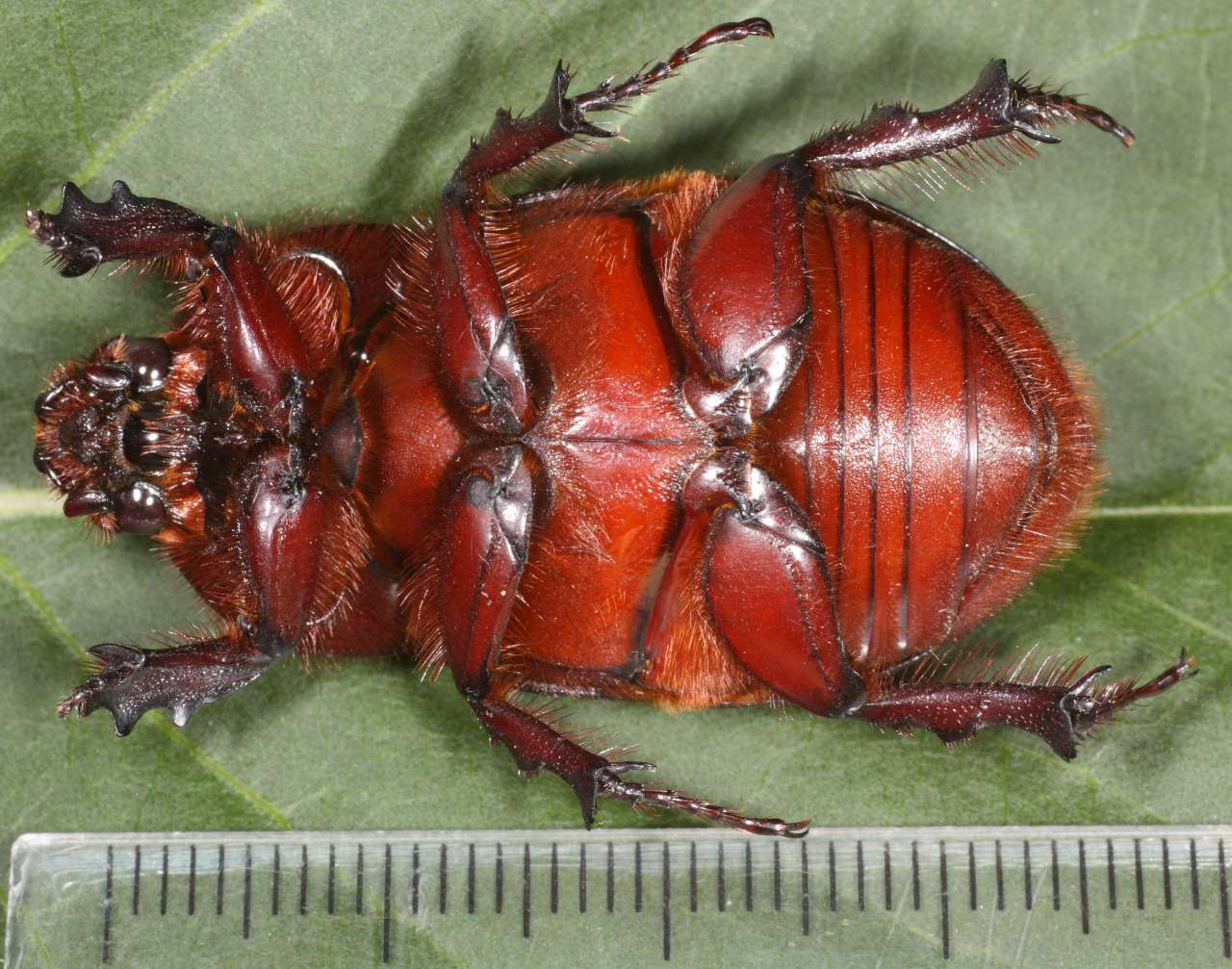
Part ventral.

Aquesta espècie té un aspecte característic perquè els mascles posseeixen un tubercle frontal en forma de banya corbada i molt desenvolupada que, juntament amb la forma del pronot, li donen un aspecte semblant al del cap d'un rinoceront, del qual li ve el nom. Són de mida grossa (20-50mm) i és una de les espècies de coleòpter més gros d'Europa.
El dimorfisme sexual és molt marcat. El mascle sol ser de mida una mica més gros que la femella. Els seus èlitres són d'un color bru fosc, tirant al vermellós, mentre que el pronot i el cap són de color marró fosc, gairebé negre. El pronot dels mascles es caracteritza per tenir un relleu aixecat a la part posterior, de forma transversal, rematat per dos tubercles arrodonits als extrems laterals. Aquest tubercle convergeix de forma còncava i descendent fins a arribar a l'altura del cap. El cap, relativament petit, destaca pel seu tubercle central, en forma de banya, que emergeix entre el clypeus i el vèrtex i s'erigeix de forma corbada cap enrere arribant a adquirir en alguns casos els 15mm, superant sovint l'alçada del pronot.
La femella té el pronot molt més arrodonit, en el qual tan sols s'insinua una concavitat frontal de marges marcats de color més fosc, que convergeixen a la part superior en un petit tubercle, gairebé incipient. La femella també posseeix una banya, ubicada al damunt del cap, però de mida molt més petita, sense arribar a superar els 5mm. En la femella, el pronot és del mateix color que els èlitres, excepte els marges de la concavitat central i el cap, que són de color bru fosc, gairebé negre.
En ambdós sexes, el cos és rabassut. Els èlitres són 2 vegades més llargs que amples i tenen l'extrem convex i arrodonit en el seu extrem posterior. Els marges dels èlitres i pronot són arrodonits i d'un color més fosc. A banda i banda de la sutura central dels èlitres, es poden observar dues fileres de puntets molt característics.
Les potes són bastant gruixudes i les tibies presenten unes protuberàncies laterals en forma de pala asserrada, més desenvolupades al parell de potes davanteres, que li permeten excavar i penetrar dins la fusta podrida. Tant als fèmurs com als marges de les sutures ventrals, posseeix una pilositat marró, tirant a rogenca, que es perd amb el temps.
Les antenes, de 10 artells, tenen la forma típica de la família scarabaeoidea. Els tres últims artells, més desenvolupats i allargats que els altres, estan disposats en forma de lamel·les que quan estan plegades adquireixen la forma de martell. Aquestes lamel·les són mòbils i en separar-se, augmenten la superfície sensible a l'olfacte.
L'estructura bucal és complexa, amb dos parells de pedipalps, adaptats a llepar els fluids vegetals dels quals s'alimenta.
La larva és de tipus melolontiforme, amb el cos de color blanc, la part dorsal de l'abdomen semitransparent i el cap de color taronja en les fases inicials, que evoluciona cap al color marró vermellós fosc en les darreres etapes del seu desenvolupament. El cap està dotat d'unes potents mandíbules que poden mastegar la fusta. També posseeix 3 parells de potes toràciques que l'ajuden a desplaçar-se per l'interior de les galeries de la fusta. És una larva de mida grossa, més grossa que els adults. Si aconsegueix alimentar-se correctament, pot assolir els 120 mm.

## Distribució
Oryctes nasicornis és un tàxon de distribució Paleàrtica i s'estén per tot el continent europeu, arribant pel nord a la part central d'Escandinàvia i per l'Est fins a la regió Indomalaia (Chandra et al., 2012), mantenint-se absent en les illes britàniques. Oryctes nasicornis grypus (Illiger, 1803) és la subespècie que ocupa la península Ibèrica, on es distribueix gairebé per tot arreu, de forma irregular, escollint preferentment les àrees on hi hagi masses forestals i/o boscos de ribera.
És una espècie molt comuna als Països Catalans. El podem trobar gairebé en totes les masses forestals on hi hagi presència d'arbres caducifolis. A la plana i les zones agrícoles, ocupa els boscos de ribera i les bosquines aïllades, els marges de conreus i jardins públics, sempre que hi hagi presència d'arbres vells i malalts, o bé indrets amb abundant matèria vegetal en descomposició.

## Biologia
La larva de l'escarabat rinoceront es desenvolupa de manera natural dins la fusta, preferentment la fusta d'arbres vells, malalts i en procés de descomposició, per la qual cosa es considera saproxilòfaga. El tipus de fusta li és indiferent, però té una marcada preferència per les espècies caducifòlies, sent la fusta de coníferes una rara excepció. Ocasionalment s'han localitzat larves en munts de serradures de les serradores, cúmuls de detritus vegetals i compost, la qual cosa posa de manifest les capacitats d'adaptació de l'espècie.
Les larves són de vida llarga, desenvolupant-se durant 3-6 anys dins la fusta (en funció de les condicions de l'hàbitat) i poden assolir una mida bastant més grossa que els escarabats adults. Els adults no necessiten alimentar-se durant la seva vida curta, tot i que alguns cops s'ha observat que llepen fluids vegetals de les ferides dels arbres. El seu cos rabassut fa que camini per terra amb lentitud i amb certa dificultat. Per aquest motiu són reticents a aixecar el vol, donat l'elevada despesa energètica que implica i davant de qualsevol símptoma de perill, prefereix amagar-se sota la vegetació o la fullaraca abans que fugir corrent o volant.
Els adults són d'hàbits predominantment nocturns.